# Chasmistes fecundus
Chasmistes fecundus es una especie de peces de la familia Catostomidae en el orden de los Cypriniformes.

## Hábitat
Es un pez de agua dulce y de clima templado.

## Distribución geográfica
Se encuentran en Norteamérica: lago Utah (Estados Unidos ).